# 蘇鎮區 (愛荷華州普利茅斯縣)
蘇鎮區（英語：Sioux Township）是位於美國愛荷華州普利茅斯縣的一個行政鎮區。

## 地方資料
根據2010年美國人口普查的數據，蘇鎮區的面積為114.38平方千米，當中陸地面積為114.26平方千米，而水域面積為0.12平方千米。當地共有人口298人，而人口密度為每平方千米2.61人。